# Émile de Girardin
Émile de Girardin (22. června 1802, Paříž, Francie – 27. dubna 1881, Paříž) byl francouzský novinář, vydavatel a politik.

## Život
Narodil se v Paříži jako nemanželský syn generála Alexandra de Girardina a jeho milenky Madame Dupuy (rozené Fagnanové), manželky pařížského advokáta.
Jeho první knihou byl román Émile, pojednávající o jeho narození a raném životě; román vydal v roce 1827 pod jménem Girardin. V roce 1831 se oženil s Delphine Gayovou. Byl nejúspěšnějším a nejokázalejším francouzským novinářem té doby, prezentoval se jako propagátor masového vzdělávání prostřednictvím masové žurnalistiky. Jeho časopisy dosáhly přes sto tisíc předplatitelů a jeho levný deník La Presse díky levnější produkci a mohutnější reklamě podřadil konkurenci o polovinu. Stejně jako většina prominentních novinářů byl Girardin hluboce zapojen do politiky a sloužil v parlamentu. Ke svému hořkému zklamání nikdy nezastával vysoké funkce. Byl brilantním polemikem, mistrem kontroverze, se štiplavými krátkými větami, které okamžitě upoutaly čtenářovu pozornost.

## Dílo (výběr)
- Émile, román
- Le supplice d'une femme (Utrpení jedné ženy): Drama o třech jednáních s předmluvou[4]

Dlouhý seznam jeho sociálních a politických spisů zahrnuje:
- De la presse périodique au XIXe siècle (1837)
- De l'instruction publique (1838)
- Études politiques (1838)
- De la liberté de la presse et du journalisme (1842)
- Le Droit au travail au Luxembourg et à l'Assemblée Nationale (2 svazky, 1848)
- Les Cinquante-deux (1849 atd.), řada článků o aktuálních parlamentních otázkách
- La Politique universelle, décrets de l'avenir (Brusel, 1852)
- Le Condamné du 6 mars (1867), popis jeho vlastních neshod s vládou v roce 1867, kdy dostal pokutu 5000 fr. za článek v La Liberté
- Le Dossier de la guerre (1877), sbírka úředních dokumentů
- Questions de mon temps, 1836 à 1846, články převzaté z denního a týdenního tisku (12 sv., 1858).